# Mulino a vento a Wijk-bij-Duurstede
Il mulino a vento a Wijk-bij-Duurstede è un dipinto a olio su tela (83x101 cm) del pittore Jacob van Ruisdael, realizzato nel 1670 circa e conservato nel Rijksmuseum di Amsterdam.
L'opera si presenta come la raffigurazione di un tipico paesaggio olandese, dominato da un cielo scuro dove l'acqua riflette frequentemente le nuvole, riportando così il senso di infinito che qui Ruisadel coglie perfettamente, attenendosi agli studi di Pascal.
Come nella fase matura della pittura di Rembrandt (contemporanea alla pittura del quadro), il paesaggio unisce elementi classici che rafforzano il potere della composizione: gli oggetti orizzontali e verticali sono coordinati con le diagonali barocche. L'elemento più rilevante è quindi senz'altro l'atmosfera, dove la luce irrompe tra le nubi che sono esse stesse elemento costruttivo che dà sostanza e volume. Il cielo è come una grande volta sopra la terra.
Non si sa con certezza l'anno in cui fu realizzato il Mulino a vento a Wijk-bij-Duurstede, siccome l'opera non è datata, così come gran parte dei dipinti di Ruisdael realizzati dopo il 1653; gli studiosi, in seguito ad una cospicua serie di indagini e speculazioni, hanno datato l'opera al 1670 circa.
Il Mulino a vento a Wijk-bij-Duurstede, a differenza di numerosi altri dipinti di Ruisdael, è rimasto sostanzialmente in mani olandesi. Fu acquistato in data imprecisata da Adriaan van der Hoop (1778-1854), che lo lasciò in eredità alla città di Amsterdam alla sua morte, nel 1854. Dal 30 giugno 1885 il dipinto è esposto nel Rijksmuseum, dove gode di una certa popolarità, seconda solo alla Ronda di notte di Rembrandt e alla Veduta di Delft di Vermeer.
Del mulino a vento ritratto da Ruisdael, oggi, non esistono che le fondamenta: è tuttavia presente, a qualche centinaio di metri di distanza da quello del dipinto, un secondo mulino a vento, spesso fonte di equivoci.